# Xingwang (socken i Kina, Heilongjiang)
Xingwang (kinesiska: 兴旺, 兴旺鄂温克族乡) är en socken i Kina. Den ligger i provinsen Heilongjiang, i den nordöstra delen av landet, omkring 310 kilometer nordväst om provinshuvudstaden Harbin. Antalet invånare är 24 720. Befolkningen består av 12 173 kvinnor och 12 547 män. Barn under 15 år utgör 15,0 %, vuxna 15-64 år 76 %, och äldre över 65 år 7,0 %.
Genomsnittlig årsnederbörd är 763 millimeter. Den regnigaste månaden är juli, med i genomsnitt 247 mm nederbörd, och den torraste är januari, med 8 mm nederbörd.